# Lothar Gemmel
Lothar Gemmel (* 15. August 1939 in Berlin; † 1997 in Weimar) war ein deutscher Maler und Grafiker.

## Leben und Werk
Gemmel absolvierte von 1954 bis 1956 in Berlin eine Lehre als Schlosser und arbeitete anschließend in seinem Beruf. Von 1968 bis 1974 machte er bei Günther Brendel, Fritz Dähn und Arno Mohr ein Abendstudium an der Kunsthochschule Berlin-Weißensee. Danach arbeitete er freischaffend als Maler in Berlin und ab 1996 in Weimar. Gemmel war bis 1990 Mitglied des Verbands Bildender Künstler der DDR.
Werke Gemmels befinden sich u. a. in der Berlinischen Galerie und im Kunstarchiv Beeskow. Sie sind auch auf dem Kunstmarkt präsent.
Gemmel war mit Gerlind Iwan-Gemmel verheiratet.

## Ausstellungen

### Einzelausstellungen
- 1983: Berlin, Galerie im Turm (Malerei und Grafik; mit Günter Blendinger)
- 1984, Berlin Kleine Galerie im Terrassensaal des Kulturhauses des Werks für Fernsehelektronik Berlin-Oberschöneweide (Handzeichnungen und Druckgrafik)
- 2018: Weimar, Seniorenzentrum Schillerstraße (Gemälde)

### Ausstellungsbeteiligungen
- 1979, 1981, 1983 und 1986: Berlin, Bezirkskunstausstellung
- 1982/1983: Dresden, IX. Kunstausstellung der DDR
- 1983: Leipzig, Messehaus am Markt („Kunst und Sport“)
- 1986: Magdeburg, Kloster Unser Lieben Frauen („Grafik in den Kämpfen unserer Tage“)
- 1987: Berlin, Ephraim-Palais („Das Bild der Stadt Berlin von 1945 bis zur Gegenwart“)
- 1989: Berlin, Akademie-Galerie im Marstall („Bauleute und ihre Werke. Widerspiegelungen in der bildenden Kunst der DDR“)
- 2020/2021: Berlin, Berlinische Galerie („Gezeichnete Stadt. Arbeiten auf Papier 1945 bis heute“)